# اضطراب عصبي عضلي
الإضطرابات العصبية العضلية (بالإنجليزية: Neuromuscular disease)‏ هي مجموعة اضظرابات تصيب الأعصاب التي تتحكم بالعضلات الإرادية التي هي عبارة عن عضلات الجسم التي يستطيع الإنسان التحكم بها، مثل عضلات الذراعين والساقين. حيث في هذه الحالة ترسل الخلايا العصبية، والتي تدعى احيانا بالنورونات أو العصبونات، من الجهاز العصبي رسائل تتحكم في حركة تلك العضلات. وعندما تصاب العصبونات بأذى أو تموت، تنقطع الاتصالات بين الجهاز العصبي والعضلات، وتضعف العضلات وتصاب بالضمور بسبب ذلك. ويمكن أن يسبب ضعفها أو ضمورها حدوث نفضان في الألياف العضلية وتشنجات وآلام، ومشاكل في المفاصل والحركة. وقد تؤثر أيضا في وظيفة القلب والقدرة على التنفس في بعض الحالات أيضا.

## الأسباب
الاضطرابات العصبية العضلية منها وراثي ومنها مكتسب، أي انها مجموعة من الأمراض التي قد تنتقل عبر الجينات، أي أنها تتوارث في الأسرة، أو أنها تحدث نتيجة لطفرات في الصبغيات. تسبب الاضطرابات المناعية الذاتية في بعض الأحيان الإصابة بالأمراض العصبية العضلية.

## الانواع
- الاعتلال العضلي الخيطي
- التصلب الجانبي الضموري
- التصلب المتعدد "العديد"
- الحثل العضلي
- الوهن العضلي الوبيل
- الضمور العضلي النخاعي المنشأ
- الشلل الدماغي
- رنح فريدريخ
- إصابات النخاع الشوكي
- الشوك المشقوق
- الألم
- الألم العضلي الليفي
- اعوجاج المفاصل
- الحثل العضلي
- التقفع العضلي

## العلاج
الكثير من حالات الأضرابات العصبية لا يوجد لها علاج شاف . ويكون الهدف من المعالجة هو تخفيف الأعراض، و تحسين القدرة على الحركة، وإطالة مدى الحياة.

## وصلات خارجية
- Child Muscle Weakness